# Ulvetimen (film)
Ulvetimen er en svensk gyserfilm fra 1968 instrueret af Ingmar Bergman. Filmen har Max von Sydow og Liv Ullmann i hovedrollerne og handler om en kunstner, der under en ferie plages af mareridt og søvnløshed. Centrale temaer omfatter galskab, seksualitet og forhold, formidlet i en surrealistisk stil med elementer af folklore.
Bergman udtænkte oprindeligt en stor del af filmens handling som en del af et urealiseret manuskript, men valgte i stedet at lave filmen Persona (1966). Han fandt for eksempel inspiration fra Mozarts opera Tryllefløjten og E.T.A. Hoffmanns novelle Den gyldne krukke.
Ulvetimen, der havde premiere i Sverige den 19. februar 1968, blev mødt med overvejende negative anmeldelser. I de senere år er retrospektive anmeldelser dog siden blevet mere positive, hvor filmen blandt andet har været rost for dens visuelle effekter. Bergman lavede senere de tematisk relaterede film Skammen (1968) og Passion (1969).

## Medvirkende (i udvalg)
- Max von Sydow som Johan Borg
- Liv Ullmann som Alma Borg
- Gertrud Fridh som Corinne von Merkens
- Georg Rydeberg som Lindhorst
- Erland Josephson som Baron von Merkens
- Naima Wifstrand som dame med hat
- Ulf Johanson som Heerbrand
- Ingrid Thulin som Veronica Vogler